# Andere Eltern
Andere Eltern von Lutz Heineking ist eine deutsche Comedy-Fernsehserie des Bezahlfernsehsenders TNT Comedy. Die Serie handelt von einer Gruppe von Eltern, die in Köln-Nippes eine Kindertagesstätte als Elternverein gründen.
Die erste Staffel wurde am 19. März 2019 veröffentlicht, die zweite Staffel wurde ab dem 10. März 2020 ausgestrahlt. Der erzählerische Rahmen der Serie ist ein Mockumentary, in dem Ini, die Mutter von Nina – eine der Eltern – einen Dokumentarfilm über die Gründung der Kita produziert und dazu Interviews mit den Beteiligten führt.

## Auszeichnungen
Grimme-Preis 2020Nominierung in der Kategorie Grimme Preis/Serie für Lutz Heineking Jr. und Anke Greifeneder
Deutsche Akademie für Fernsehen 2020Nominierung in der Kategorie Deutsche Akademie für Fernsehen/Filmschnitt für Ole Heller, Rainer Nigrelli und Henk Drees